# 神戸市交通局6000形電車
神戸市交通局6000形電車（こうべしこうつうきょく6000がたでんしゃ）は、神戸市交通局が2018年より導入した通勤形電車である。

## 概要
6000形は西神・山手線では約25年ぶりの新型車両であり、従来の車両から機器類を一新し、安全性の更なる向上とバリアフリー化、快適性向上、省エネ化を目指して設計された。製造は川崎車両である。
2022年度までに6両編成28本を順次投入し、西神・山手線の1000形18編成、2000形4編成、3000形6編成の合計28編成を6000形に置き換えた。また後に北神急行電鉄から譲受した7000系も1編成の追加増備をもって置き換え、2023年8月18日のダイヤ改正から、西神・山手線と北神線の車両は6000形に統一された。
西神・山手線では全駅にホームドアを設置しており、6000形ではホームドアと車両扉の開閉連動が可能となるほか、ワンマン運転化にも対応している。

## 編成構成
編成は西神中央方から6100形 (Tc) - 6200形 (M1) - 6300形 (M2) - 6400形 (T) - 6500形 (M3) - 6600形 (Tc) で、3M3Tの6両固定編成となっている。性能は従来車と同等の最高速度100km/h、最大加速度3.3km/h/s、常用減速度3.5km/h/s・非常減速度4.5km/h/sとされた。
定員と自重は6129(Tc1)が124人、29.5t。6229(M1)が140人、34.1t。6329(M2)が140人、32.0t。6429(T)が140人、25.6t。6629(Tc2)が124人、29.2tである。
車両番号の下2桁は、開業時の編成からの通し番号で、3000形の最終編成の28に続き、通算で29編成目となる6000形第1編成では29となっている。

### 編成図
編成例と車両別の諸元を記す。
| 方向         | ← 西神中央新神戸・谷上 → | ← 西神中央新神戸・谷上 → | ← 西神中央新神戸・谷上 → | ← 西神中央新神戸・谷上 → | ← 西神中央新神戸・谷上 → | ← 西神中央新神戸・谷上 → |
| 形式         | 6100形                   | 6200形                   | 6300形                   | 6400形                   | 6500形                   | 6600形                   |
| 車種         | Tc1                      | M1                       | M2                       | T                        | M3                       | Tc2                      |
| 車両番号     | 6129 -                   | 6229 -                   | 6329 -                   | 6429 -                   | 6529 -                   | 6629 -                   |
| 自重         | 29.5 t                   | 34.1 t                   | 32.0 t                   | 25.6 t                   | 34.0 t                   | 29.2 t                   |
| 定員（座席） | 124 (40)                 | 140 (48)                 | 140 (48)                 | 140 (48)                 | 140 (48)                 | 124 (40)                 |
| 搭載機器     | CP・Bt                   | V・SIV                   | V                        |                          | V・SIV                   | CP・Bt                   |

- V: 主制御器
- SIV: 補助電源装置 (静止形インバータ)
- CP: 空気圧縮機
- Bt: 蓄電池

## 構造

### 車体
車体は無塗装、ヘアライン加工の耐食アルミニウム合金ダブルスキン構造で、西神・山手線のイメージカラーである緑色を前面と側面のラインに配している。デザインは川崎重工業が行い、監修を工業デザイナー奥山清行が代表を務める「KEN OKUYAMA DESIGN」が担当している。
2016年のイベント「交通フェスティバル」やウェブサイト上で、新型車両のデザインをABCの3案から決定する投票を実施した。その中から得票数の最も多かったB案の「街に馴染む丸みを帯びたフレンドリーなデザイン」「車両全体を巻き込むような安心感を与えるカラーリング」に決定した。
車両番号の文字は、神戸市電時代から使用される字体がベースとなっている。
行先表示器は神戸市営地下鉄で初めてフルカラーLED表示器が採用された。方向幕時代と同様に「回送」や「試運転」の表示は赤地で表示できるほか、イラストが表示できたり、行先を表示する場合でもイベントに応じた特別色での表示ができるようになっている。
一例
- 2020年の新型コロナウイルスの世界的流行を受け、医療従事者への感謝を示す「Light it blue」（青地に白文字）に則って行先を表示。

- 2022年にオリックス・バファローズがパ・リーグ優勝した際には、同球団のチームカラー（紺地に金縁白文字）で行先を表示。

### 内装
車内の座席はオールロングシートで、座席幅を拡幅し、バケットシートを採用するなど快適性の向上を図った。一般座席・優先席ともにグリーン系の配色で、座席表皮に千鳥柄を採用している。木目調の大型袖仕切りに加え、ドア間の座席（9人掛け）に中仕切りとスタンションポールを設置している。編成合計定員は808名(編成座席定員272名)である。
車内案内表示器（LCD）は1両あたり3か所のドア上に2画面ずつ設置し、4か国語表示による乗換案内や停車駅情報の提供、広告の放映が可能となっている。一方、LCDのないドア上には、ドアの開く方向を示す表示器がある。車椅子スペースは、従来どおり3、4号車に1箇所ずつ設置されているが、その他の車両にも、それぞれ1箇所ずつ非常通報装置を省略したフリースペースがある。各種照明はLED化され、客室内は間接照明としている。ドアの開閉時に鳴動するドアチャイムは、JR東日本の通勤形車両等と同じものが採用されている。戸閉装置に減圧機構を搭載している。
側面の窓ガラスの面積も従来車より拡大され、車両間の貫通扉も大型のガラス扉となった。なお、6000形では鎧戸からカーテンに変更された。

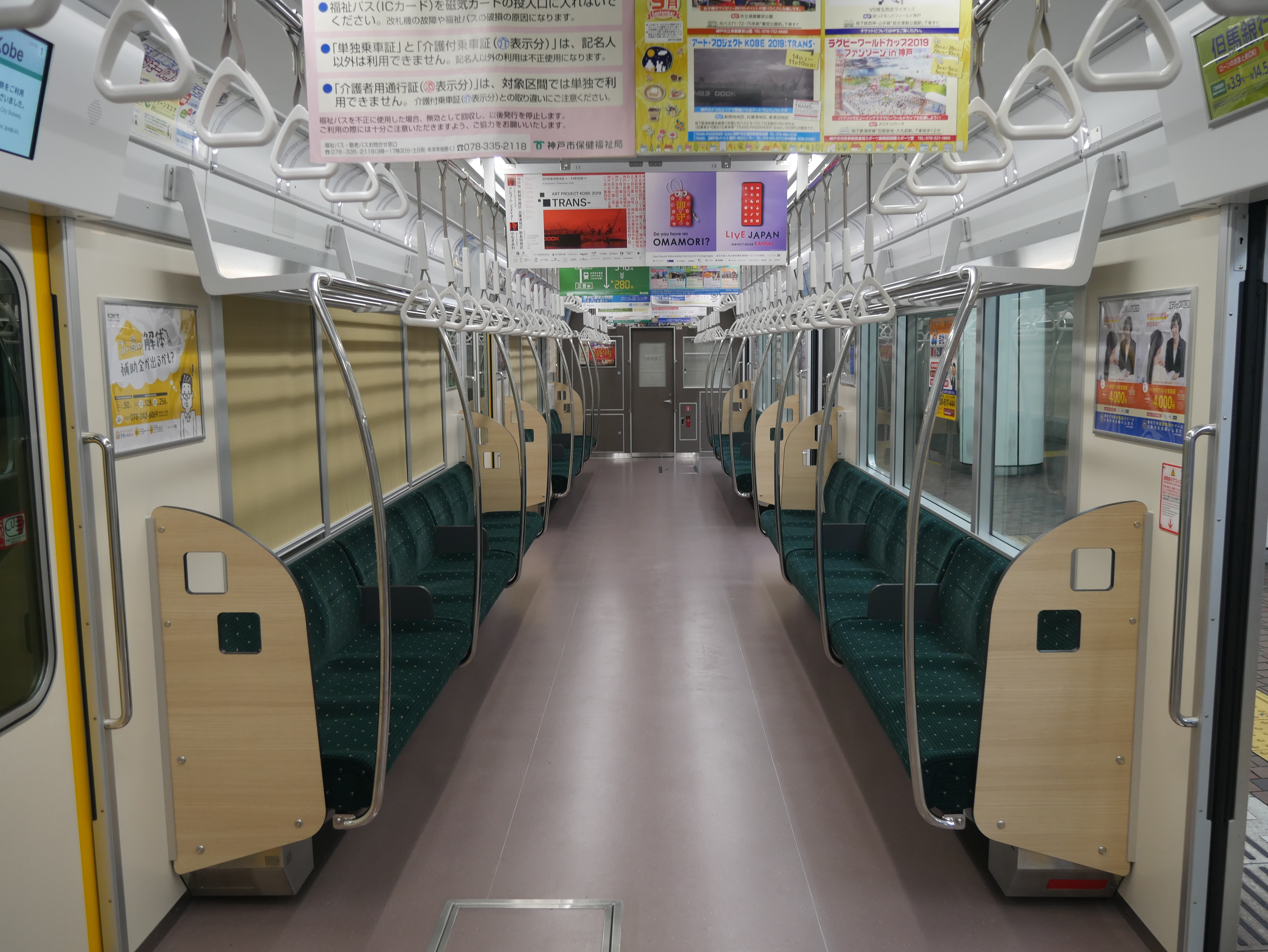
車内全景
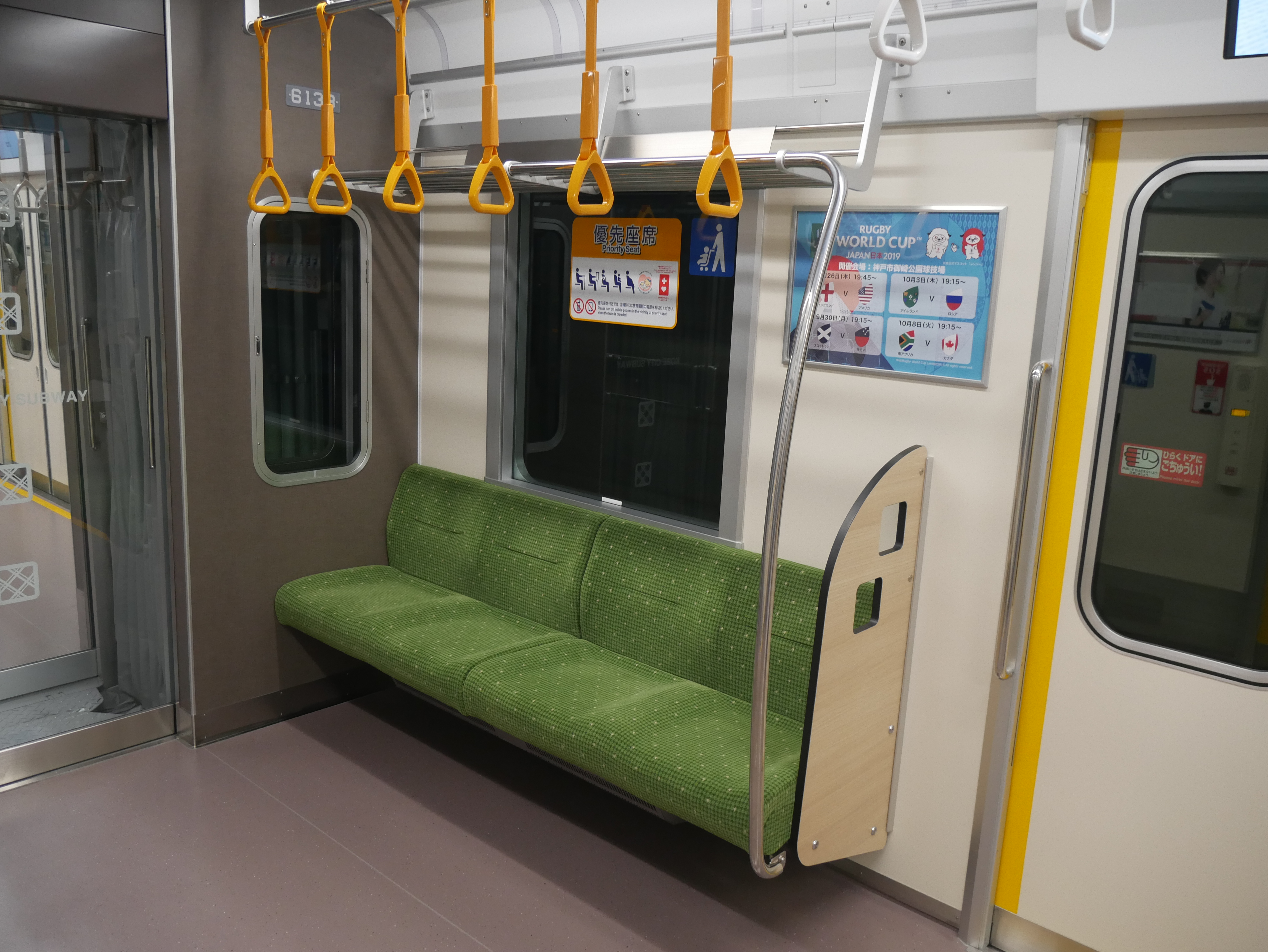
優先席。つり革の色はオレンジで、高さは1,600mm、高い部分は1,850mm。
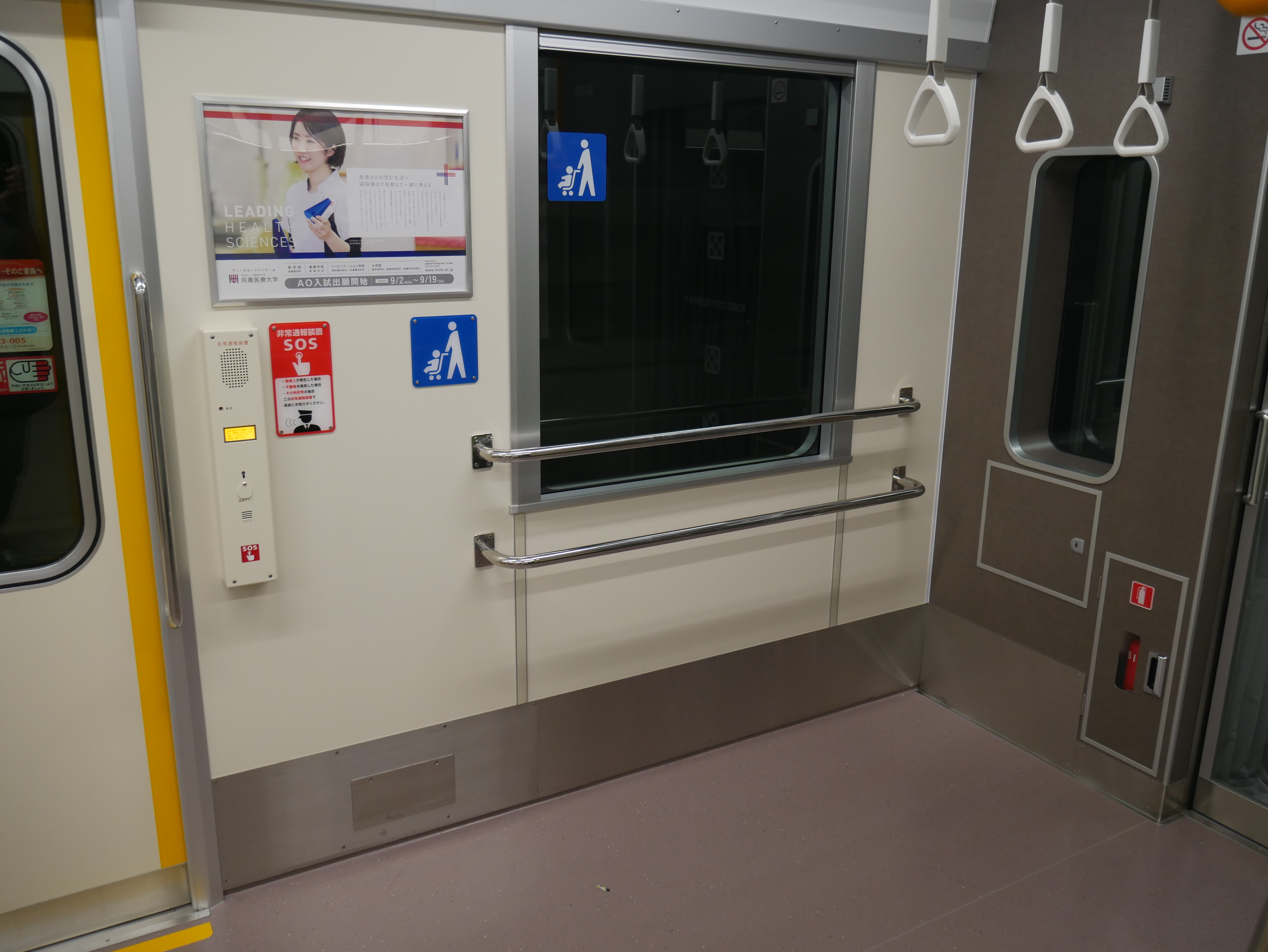
フリースペース
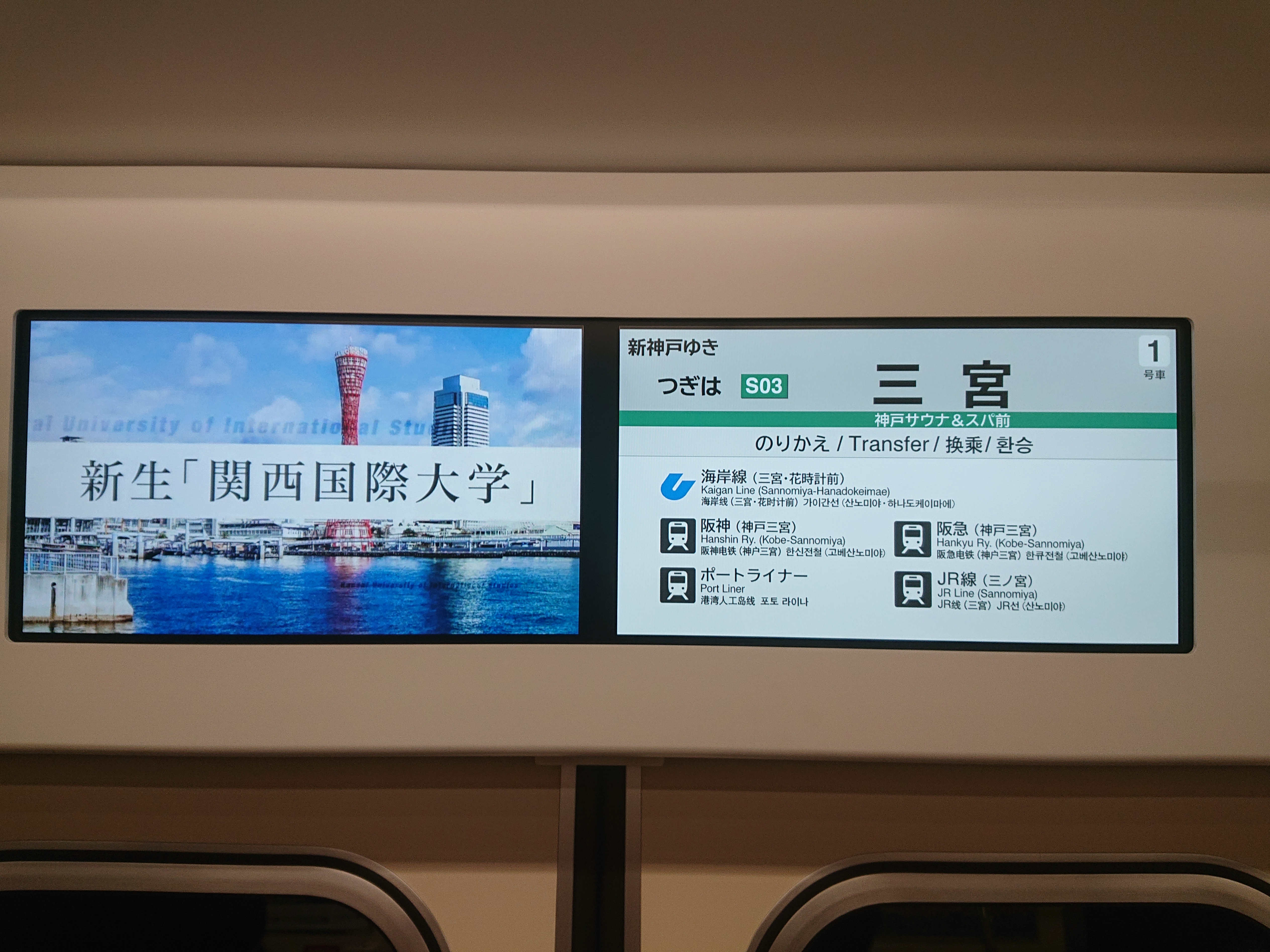
LCD車内案内表示器
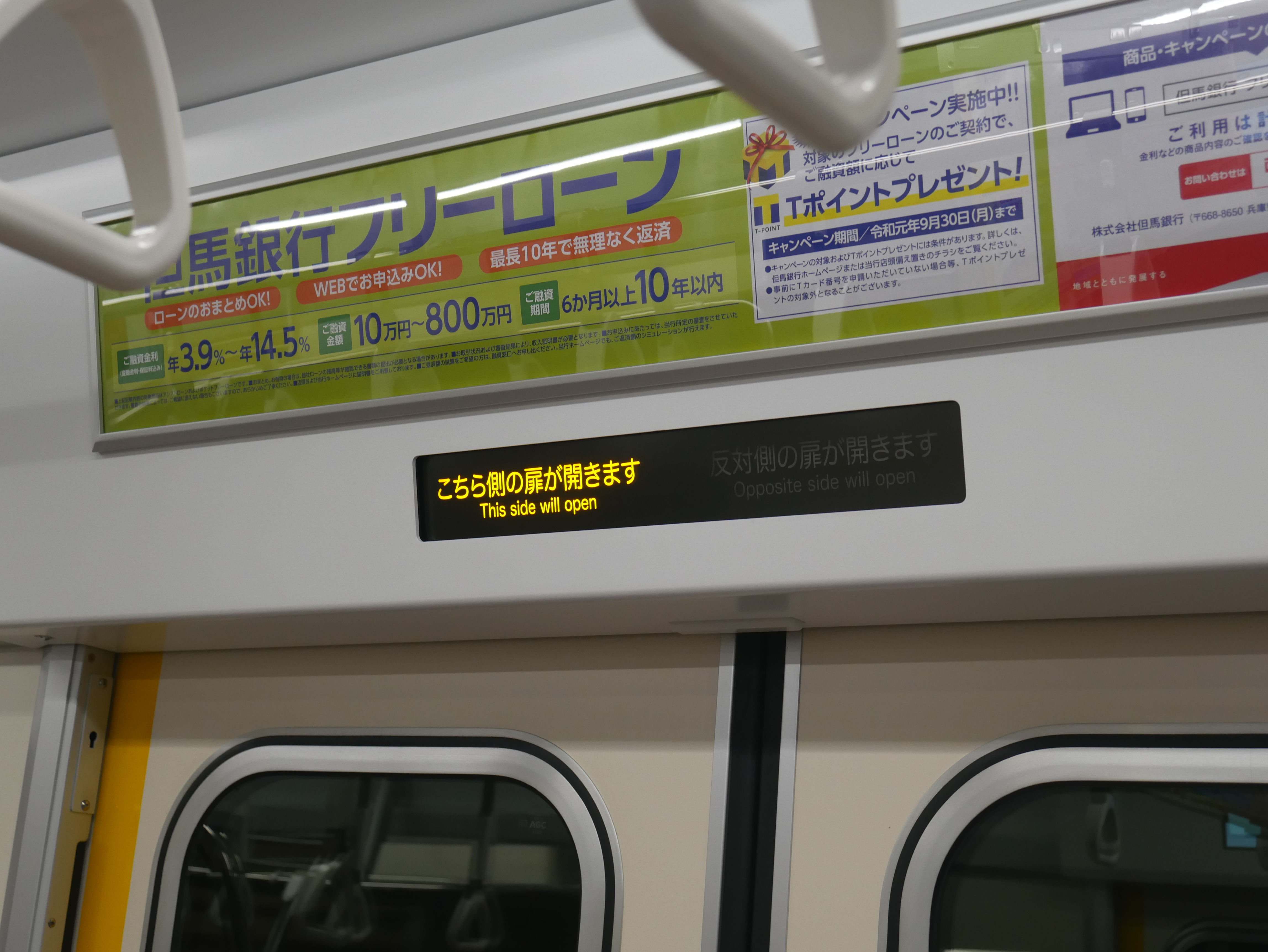
扉の開閉方向を示す表示器
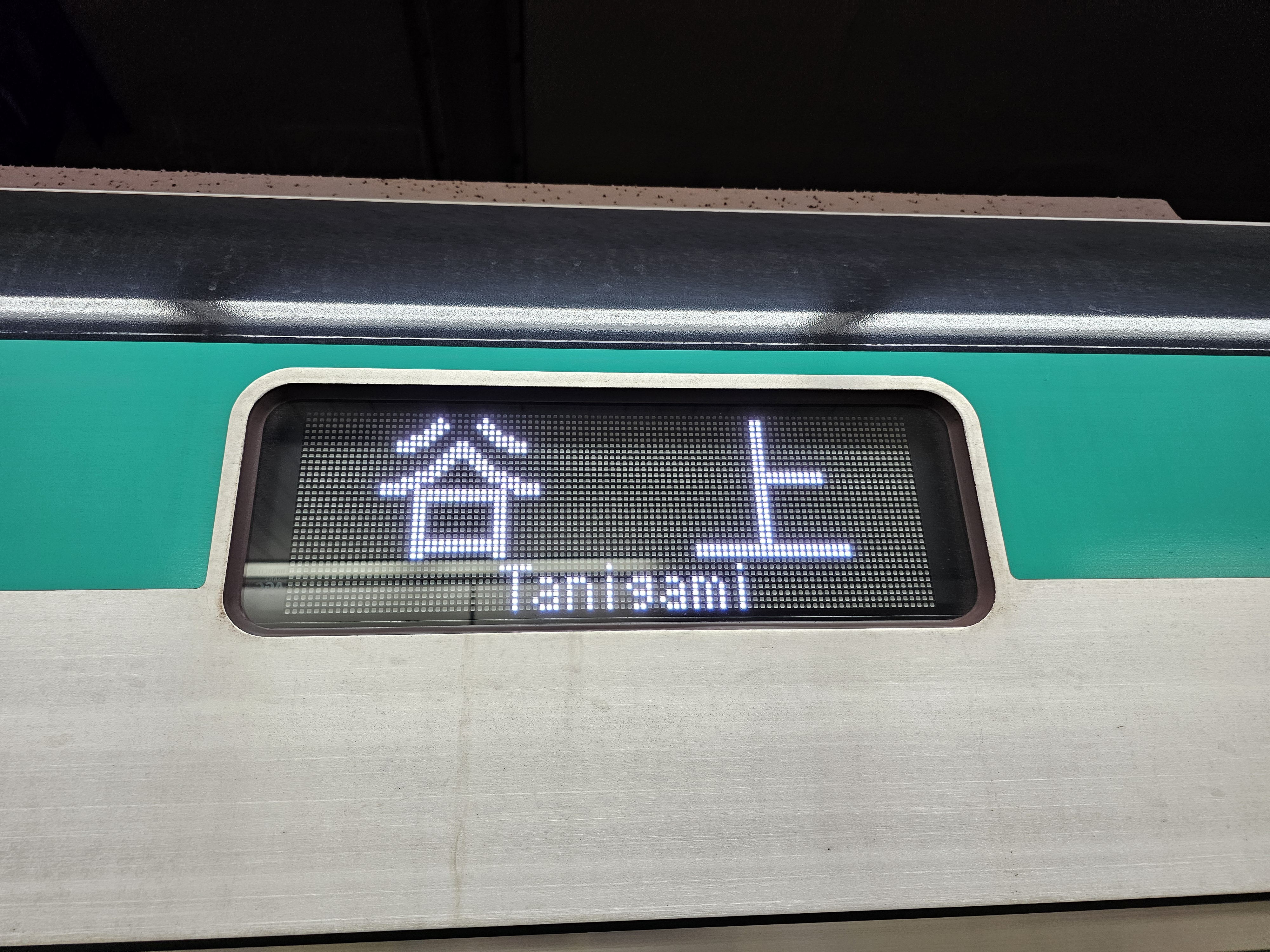
側面行先表示器

### 乗務員室
運転台は、従来車と同様の横軸ツーハンドル式を採用した。マスコンは力行4ノッチと抑速3ノッチ、ブレーキは常用最大7ノッチである。運転台の正面にはグラスコックピット用の画面があり、速度計・ブレーキ圧力計等を表示する画面と、車両・機器の状態を表示する画面をそれぞれ設けている。

### 主要機器
台車は川崎重工業（現・川崎車両）製の軸梁式ボルスタ付き空気ばね台車で、M車にKW215形を、Tc・T車にKW216形をそれぞれ装着する。
制御装置は日立製作所製のハイブリッドSiC素子を使用した2レベルのVVVFインバータ制御装置（VFI-HR1421H 形）を各電動車に1台ずつ搭載、4台の電動機を制御する1C4M方式である。SiCを用いた素子を使用することで、装置の小型軽量化を図っている。主電動機は定格出力170kWのかご形三相誘導電動機である。
補助電源装置は三菱電機製ハイブリッドSiC素子を使用した静止形インバータ（SIV・NC-GAT150E 形）で、定格容量は 150 kVAを確保した。2台のSIVは出力波型を同期させた並列同期運転を行っており、負荷が少ない時には片方のSIVを休止させる機能を備えている。
空気圧縮機（CP）は潤滑油が不要なオイルフリー式スクロール式を採用した（RR16T形・吐出量 1,360 L/min）。装置はナブテスコ製で、1台の機器箱に2台のCPおよび周辺機器が収納されたものである。
集電装置はシングルアーム式パンタグラフのPT7181-Aで、M1・M3車に各2台を搭載する。冷房装置は能力21.98 kW（18,900 kcal/h）のCU786形を各車屋根上に2基搭載する。

## 運用
北神線の谷上駅 - 新神戸駅間と、西神・山手線の新神戸駅 - 西神中央駅間で運用されている。
2018年3月に川崎重工業兵庫工場から名谷車庫まで陸送され、6月11日より日中試運転が行われていた。営業運転開始に先立ち、2019年2月9・10日に市民向け試乗会が開催された。その際は試乗会という表示が掲出された。
2019年2月16日、西神中央駅10時7分発の谷上行の列車より営業運転を開始した。
以後も増備が続き、2023年8月18日のダイヤ改正より西神・山手線および北神線の全列車が本形式で統一された。

## 編成一覧
2024年4月1日現在の編成は次のとおりである。

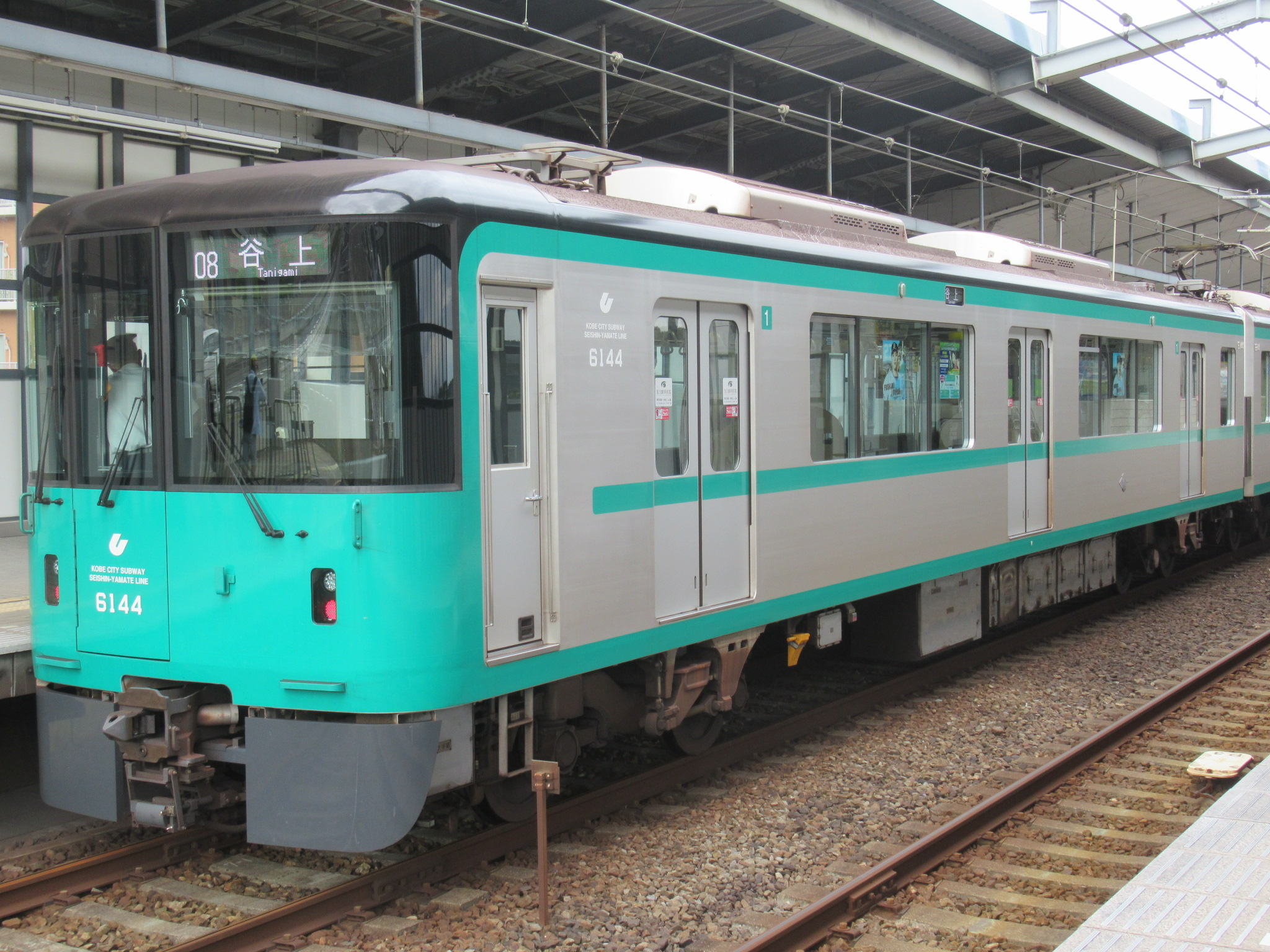
6100形
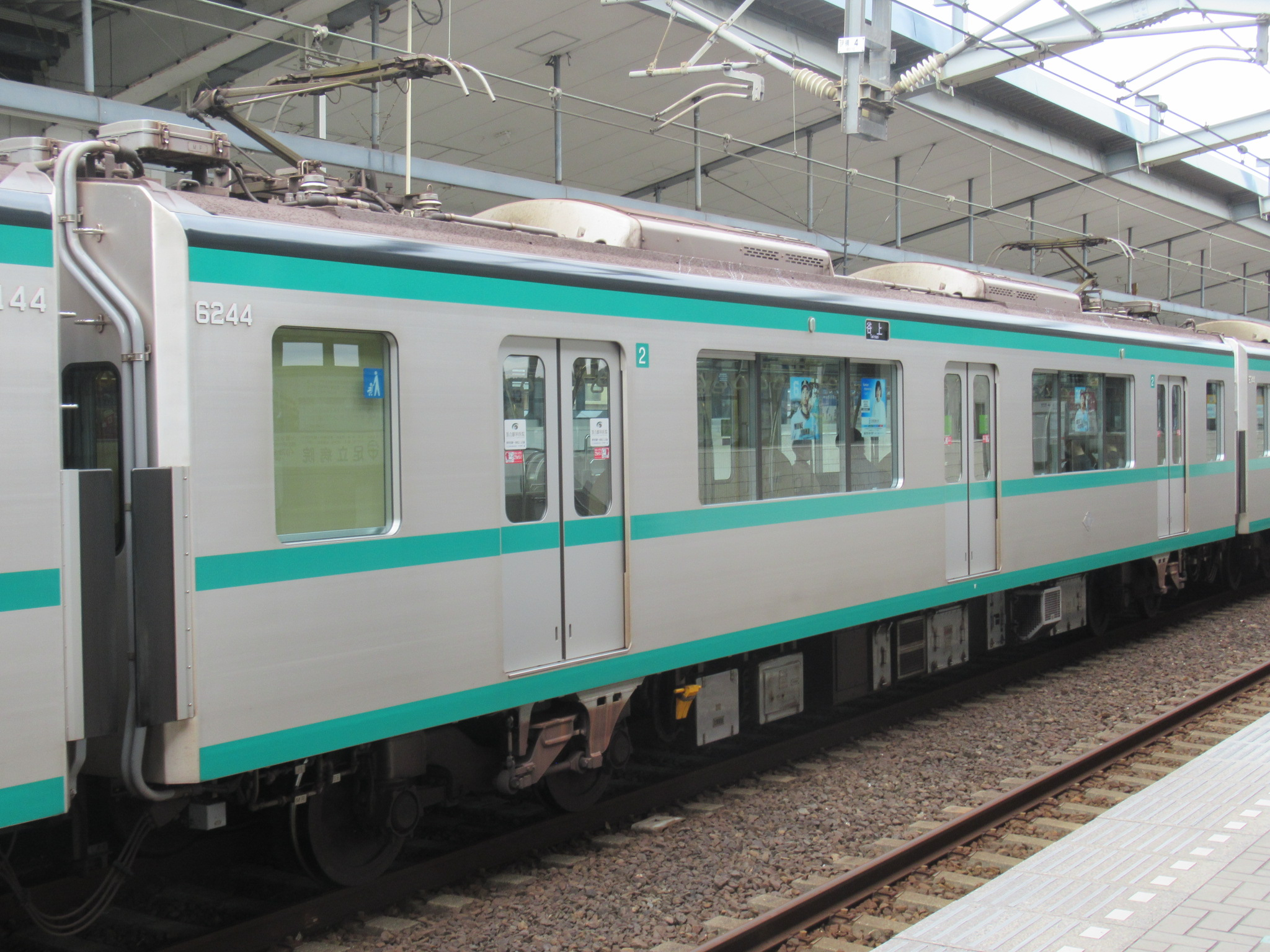
6200形
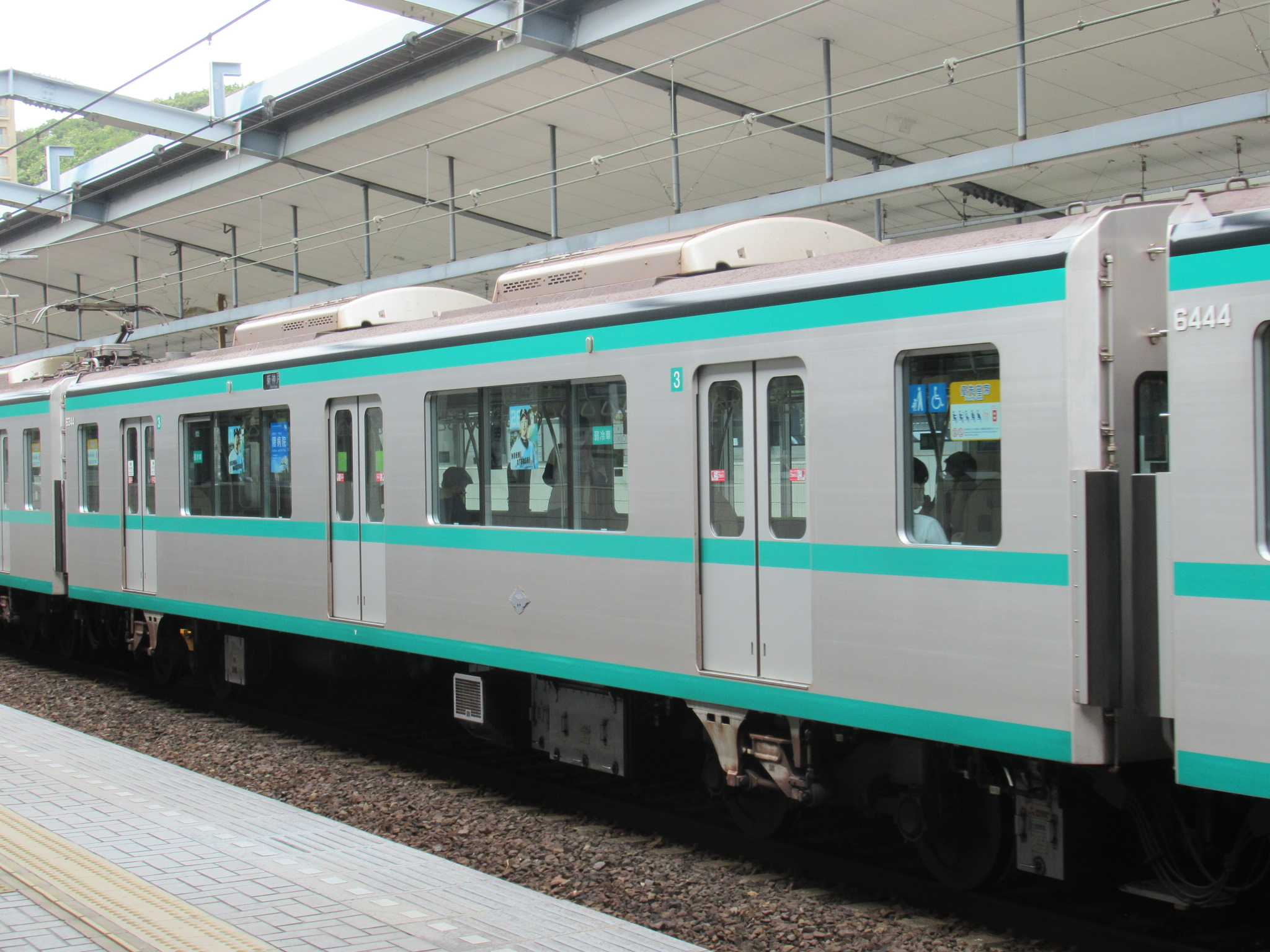
6300形
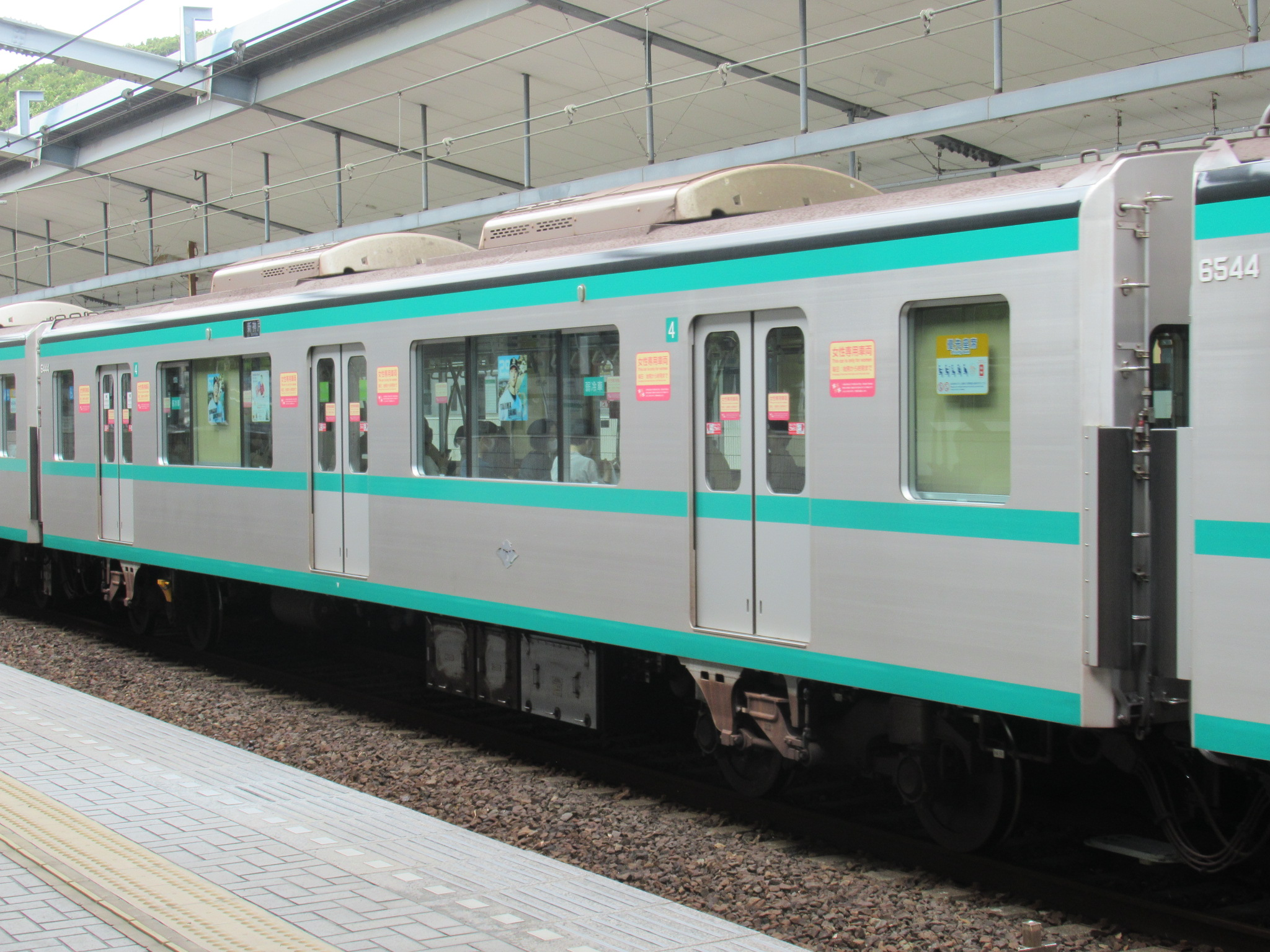
6400形
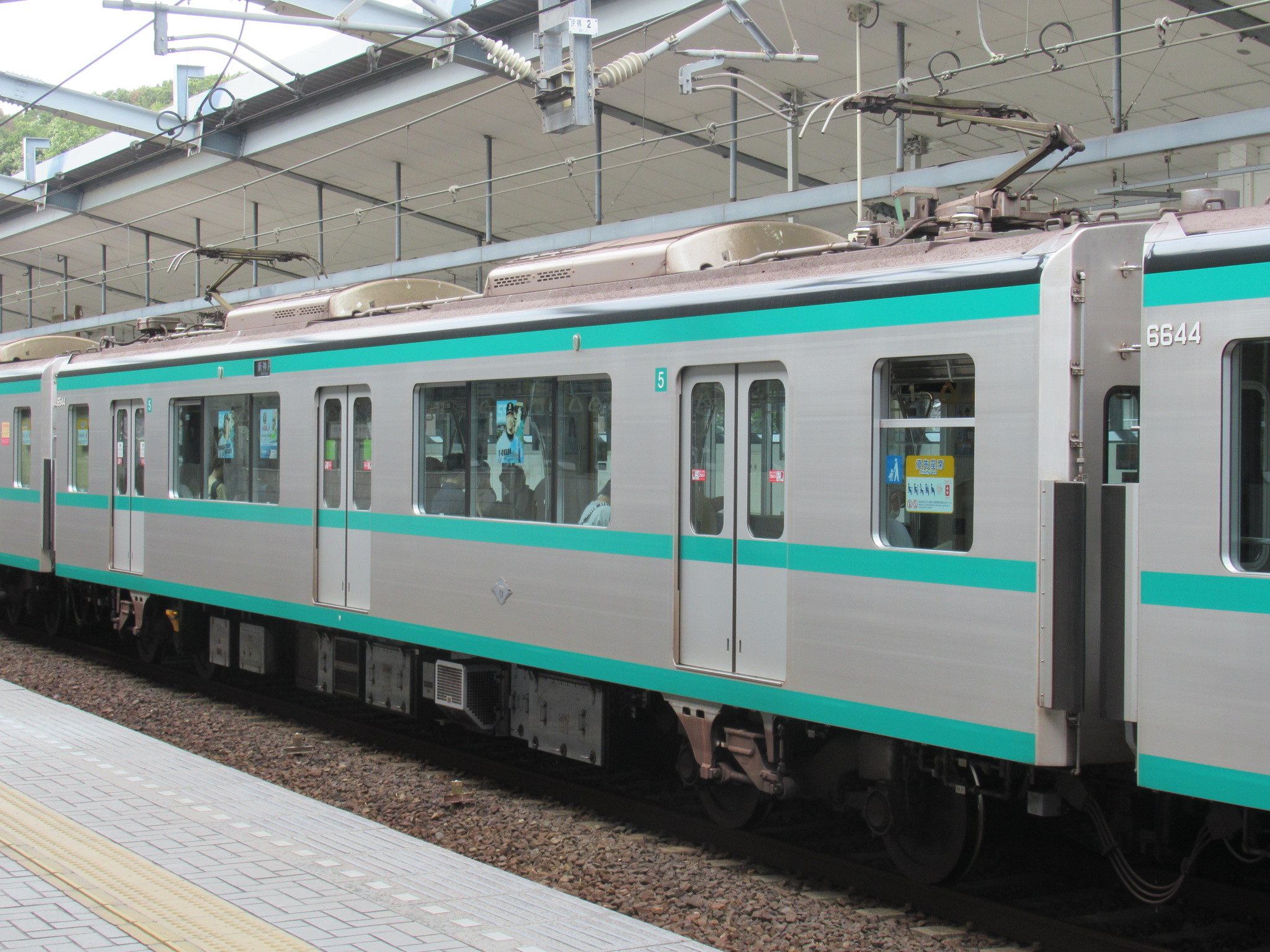
6500形
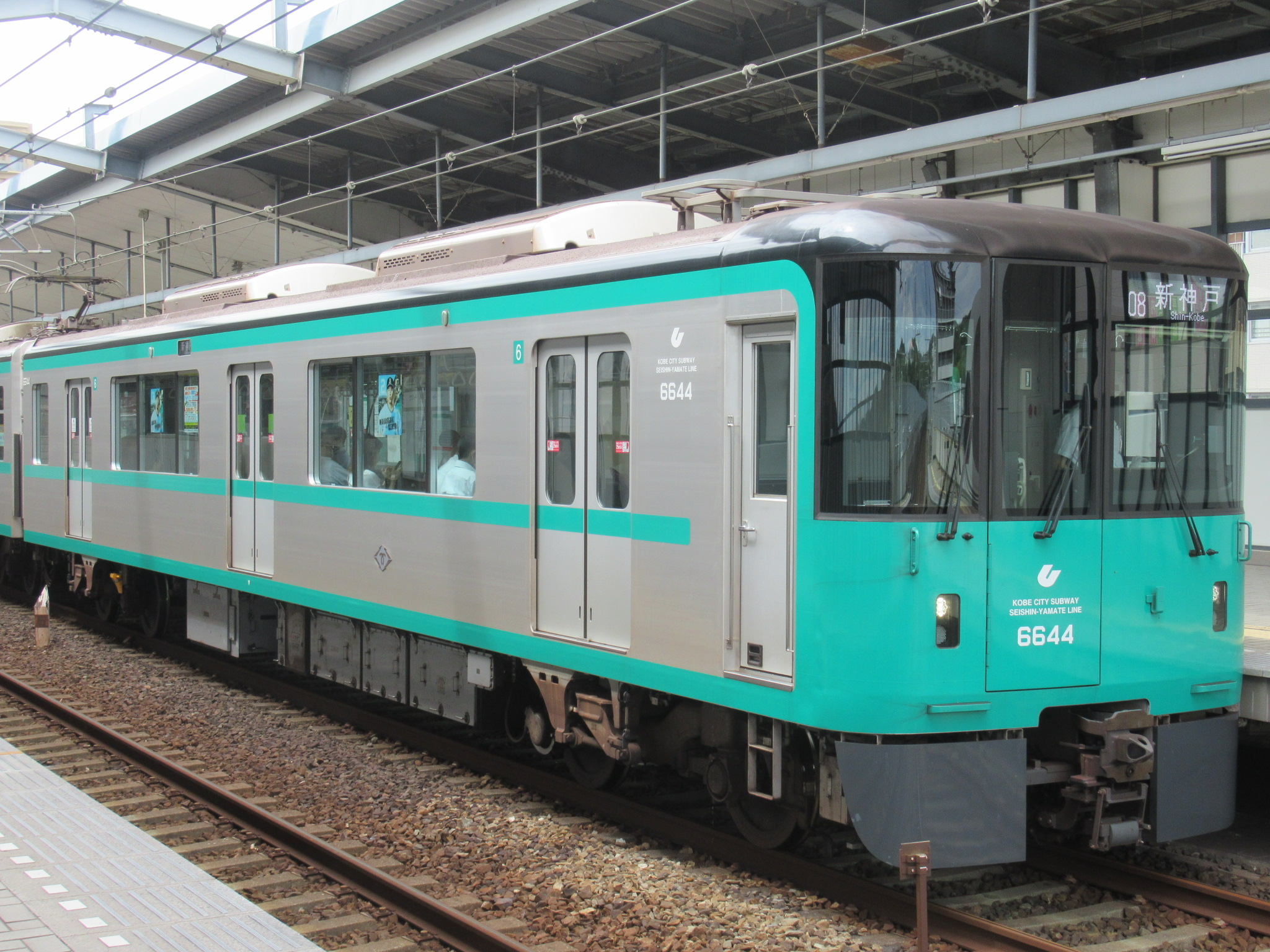
6600形

| ← 西神中央新神戸・谷上 → | ← 西神中央新神戸・谷上 → | ← 西神中央新神戸・谷上 → | ← 西神中央新神戸・谷上 → | ← 西神中央新神戸・谷上 → | ← 西神中央新神戸・谷上 → | 竣工           |
| Tc1                      | M1                       | M2                       | T                        | M3                       | Tc2                      | 竣工           |
| 6129                     | 6229                     | 6329                     | 6429                     | 6529                     | 6629                     | 2018年11月14日 |
| 6130                     | 6230                     | 6330                     | 6430                     | 6530                     | 6630                     | 2018年11月15日 |
| 6131                     | 6231                     | 6331                     | 6431                     | 6531                     | 6631                     | 2019年5月13日  |
| 6132                     | 6232                     | 6332                     | 6432                     | 6532                     | 6632                     | 2019年7月18日  |
| 6133                     | 6233                     | 6333                     | 6433                     | 6533                     | 6633                     | 2019年9月3日   |
| 6134                     | 6234                     | 6334                     | 6434                     | 6534                     | 6634                     | 2019年11月19日 |
| 6135                     | 6235                     | 6335                     | 6435                     | 6535                     | 6635                     | 2019年12月24日 |
| 6136                     | 6236                     | 6336                     | 6436                     | 6536                     | 6636                     | 2020年2月21日  |
| 6137                     | 6237                     | 6337                     | 6437                     | 6537                     | 6637                     | 2020年3月31日  |
| 6138                     | 6238                     | 6338                     | 6438                     | 6538                     | 6638                     | 2020年5月12日  |
| 6139                     | 6239                     | 6339                     | 6439                     | 6539                     | 6639                     | 2020年6月5日   |
| 6140                     | 6240                     | 6340                     | 6440                     | 6540                     | 6640                     | 2020年7月6日   |
| 6141                     | 6241                     | 6341                     | 6441                     | 6541                     | 6641                     | 2020年8月7日   |
| 6142                     | 6242                     | 6342                     | 6442                     | 6542                     | 6642                     | 2020年11月30日 |
| 6143                     | 6243                     | 6343                     | 6443                     | 6543                     | 6643                     | 2021年1月15日  |
| 6144                     | 6244                     | 6344                     | 6444                     | 6544                     | 6644                     | 2021年4月1日   |
| 6145                     | 6245                     | 6345                     | 6445                     | 6545                     | 6645                     | 2021年4月28日  |
| 6146                     | 6246                     | 6346                     | 6446                     | 6546                     | 6646                     | 2021年7月20日  |
| 6147                     | 6247                     | 6347                     | 6447                     | 6457                     | 6647                     | 2021年9月27日  |
| 6148                     | 6248                     | 6348                     | 6448                     | 6548                     | 6648                     | 2021年12月13日 |
| 6149                     | 6249                     | 6349                     | 6449                     | 6549                     | 6649                     | 2022年1月19日  |
| 6150                     | 6250                     | 6350                     | 6450                     | 6550                     | 6650                     | 2022年2月28日  |
| 6151                     | 6251                     | 6351                     | 6451                     | 6551                     | 6651                     | 2022年4月25日  |
| 6152                     | 6252                     | 6352                     | 6452                     | 6552                     | 6652                     | 2022年6月21日  |
| 6153                     | 6253                     | 6353                     | 6453                     | 6553                     | 6653                     | 2022年8月24日  |
| 6154                     | 6254                     | 6354                     | 6454                     | 6554                     | 6654                     | 2022年10月7日  |
| 6155                     | 6255                     | 6355                     | 6455                     | 6555                     | 6655                     | 2022年12月20日 |
| 6156                     | 6256                     | 6356                     | 6456                     | 6556                     | 6656                     | 2023年3月8日   |
| 6157                     | 6257                     | 6357                     | 6457                     | 6557                     | 6657                     | 2023年11月1日  |

- 6100形
- 6200形
- 6300形
- 6400形
- 6500形
- 6600形